# Дакота-Дюнс (Південна Дакота)
Дакота-Дюнс (англ. Dakota Dunes) — переписна місцевість (CDP) в США, в окрузі Юніон штату Південна Дакота. Населення — 4020 осіб (2020).

## Географія
Дакота-Дюнс розташована за координатами 42°29′26″ пн. ш. 96°29′6″ зх. д. / 42.49056° пн. ш. 96.48500° зх. д. (42.490475, -96.485057).  За даними Бюро перепису населення США в 2010 році переписна місцевість мала площу 7,43 км², з яких 6,31 км² — суходіл та 1,12 км² — водойми.

## Демографія
Згідно з переписом 2010 року, у переписній місцевості мешкало 2540 осіб у 969 домогосподарствах у складі 742 родин. Густота населення становила 342 особи/км².  Було 1050 помешкань (141/км²).
Расовий склад населення:
| - 92,0 % — білих - 3,4 % — азіатів - 1,6 % — чорних або афроамериканців - 0,4 % — корінних американців |

До двох чи більше рас належало 2,3 %. Частка іспаномовних становила 2,0 % від усіх жителів.
За віковим діапазоном населення розподілялося таким чином: 28,9 % — особи молодші 18 років, 59,6 % — особи у віці 18—64 років, 11,5 % — особи у віці 65 років та старші. Медіана віку мешканця становила 38,6 року. На 100 осіб жіночої статі у переписній місцевості припадало 102,1 чоловіків;  на 100 жінок у віці від 18 років та старших — 101,0 чоловіків також старших 18 років.